# Département de Loncopué
Le département de Loncopué est une des 16 subdivisions de la province de Neuquén, en Argentine. Son chef-lieu est la ville de Loncopué.
Le département a une superficie de 5 506 km2. Sa population s'élevait à 6 457 habitants en 2001. Selon les estimations de l'INDEC argentin, en 2005, il comptait 7 688 habitants.

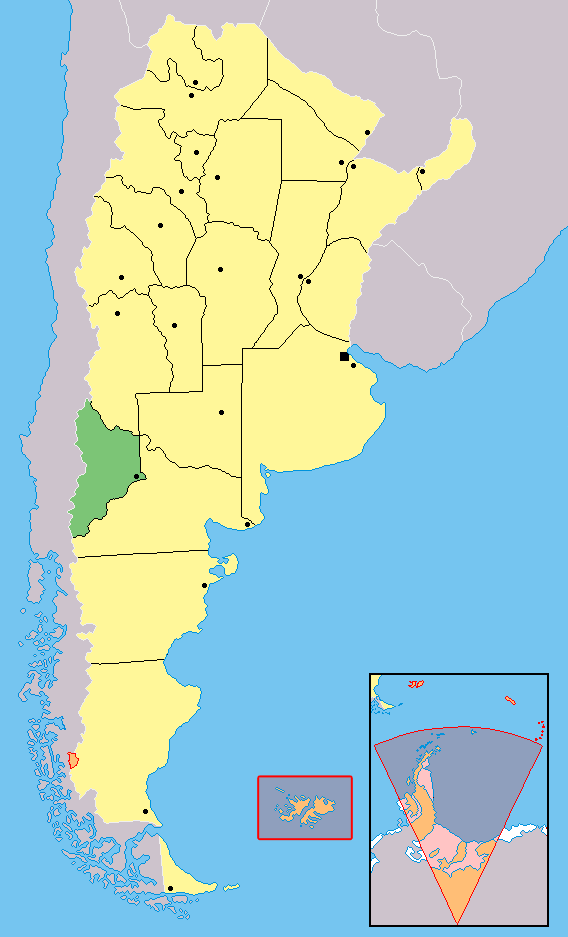
Localisation de la province de Neuquén en Argentine